# Eleonora Philippina von Hessen-Rotenburg

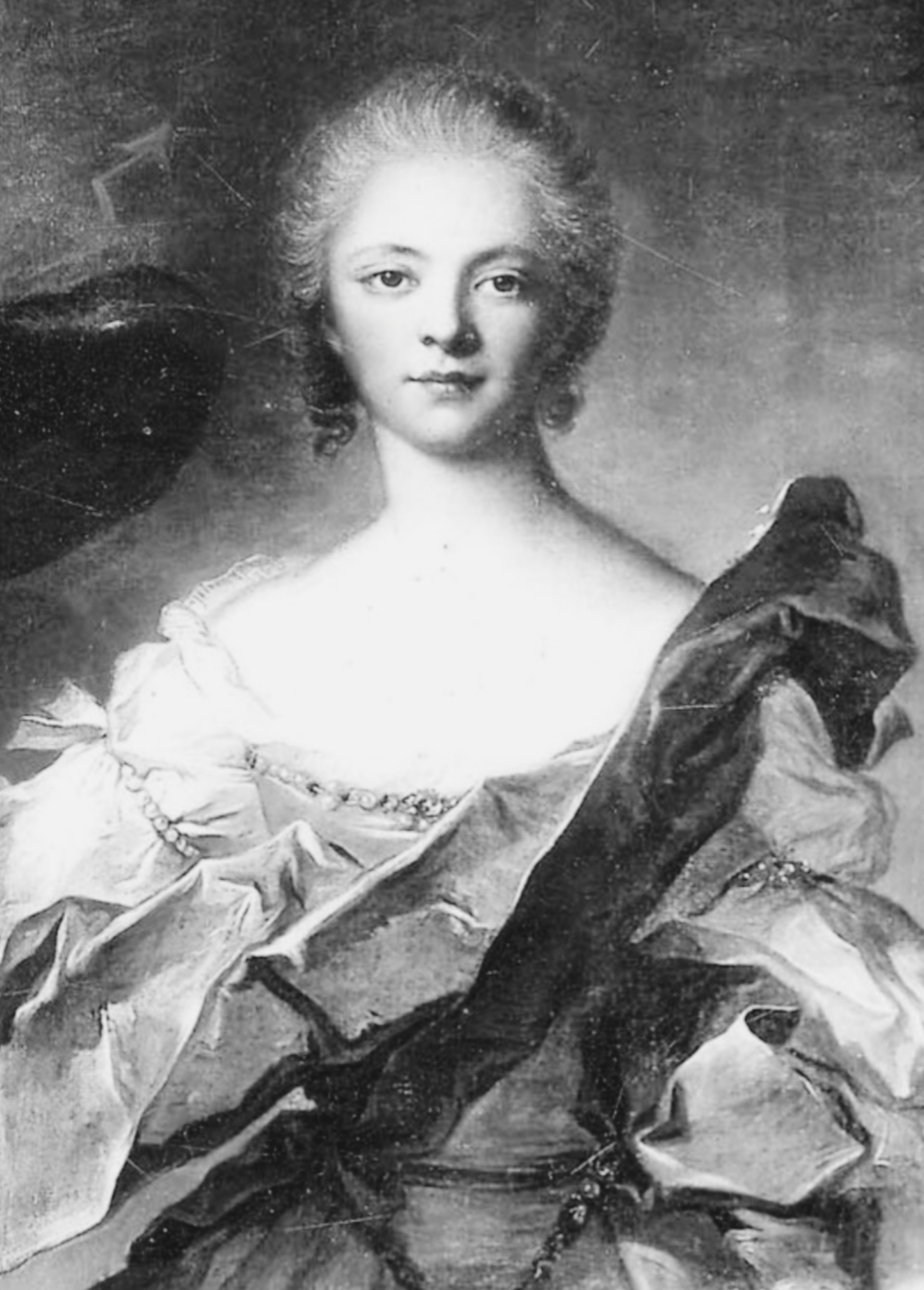
Eleonora Philippina von Hessen-Rotenburg (1732)

Eleonora Philippina von Hessen-Rotenburg (* 17. Oktober 1712 auf Schloss Rotenburg; † 23. Mai 1759 in Neuburg an der Donau) war eine paragierte landgräfliche Prinzessin und durch Heirat Pfalzgräfin von Pfalz-Sulzbach.

## Leben
Eleonora Philippina wurde als Tochter des paragierten Landgrafen Ernst Leopold II. von Hessen-Rotenburg (1684–1749) und dessen Gemahlin Eleonore Maria Anna von Löwenstein-Wertheim (1686–1753) geboren und am 19. Oktober 1712 in der Jakobikirche in Rotenburg getauft. Sie wuchs zusammen mit ihren Geschwistern
- Joseph (1705–1744), Erbprinz
- Polyxena Christina Johannetta (1706–1735) ⚭ 1724 König Karl Emanuel III. von Sardinien
- Caroline (1714–1741, ⚭ 1728 Prince Louis IV. Henri de Condé)
- Konstantin (1716–1778), Landgraf von Hessen-Rheinfels-Rotenburg und
- Christine (1717–1778), ⚭ 1740 Prinz Louis Victor von Savoyen-Carignan (1721–1778) auf.

Eleonora Philippina begleitete ihre ältere Schwester Polyxena auf deren Brautfahrt nach Turin und blieb in den folgenden Jahren in Savoyen, zumeist in Annecy. Am 13. Dezember 1730 vermählte sie sich in Turin in einer Prokurationsheirat mit dem Pfalzgrafen Johann Christian von Pfalz-Sulzbach (1700–1733), dem verwitweten Sohn ihrer Tante Marie Eleonore. Am 11. Januar 1731 wurde die Trauung in Mannheim vollzogen. Bereits zwei Jahre nach der Hochzeit verstarb Johann Christian. Die Ehe blieb kinderlos. Eleonore zog sich auf ihren Witwensitz im Schloss Friedrichsburg in Vohenstrauß zurück. Sie starb 1759 und fand in der Hofkirche zu Neuburg an der Donau ihre letzte Ruhestätte. Ihr Herz wurde im Salesianerinnenkloster Sulzbach, das sie 1753 gegründet hatte, bestattet und ihre Eingeweide kamen in das Franziskanerkloster Neuburg an der Donau.